# Mansión Krueger
La mansión Krueger-Scott se encuentra en Newark, condado de Essex, Nueva Jersey(Estados Unidos). La mansión se construyó en la esquina de Court y High Street (ahora Martin Luther King Boulevard) en 1888 y se agregó al Registro Nacional de Lugares Históricos el 9 de noviembre de 1972.

## Historia
La mansión de 40 habitaciones fue construida en 1888 por Gottfried Krueger (1837–1926), fundador de Gottfried Krueger Brewing Company de Newark y propietario de varias otras cervecerías. El costo de construcción en ese momento era de 250 000 dólares. La mansión se vendió a los francmasones del rito escocés del Valle de Newark en 1926 por 100 000 dólares. Se agregó un auditorio de 700 asientos a la mansión para acomodar varias reuniones. 
La mansión fue comprada en 1958 por Louise Scott por 85 000 dólares. Scott operaba una escuela de belleza en el primer piso de la mansión mientras mantenía los niveles superiores como su residencia privada. La mansión se agregó al Registro de Lugares Históricos de Nueva Jersey y al Registro Nacional de Lugares Históricos en 1972. Scott murió en 1982 y la propiedad de la mansión pasó a la ciudad de Newark. En 1991, New Jersey Historic Trust financió un bono de $625,812 para estabilizar el exterior del edificio.
La ciudad de Newark igualó esa cantidad y, a lo largo de los años, dedicó más de 4 millones de dólares para convertir la casa en un centro centrado en la contribución afroamericana al desarrollo de Newark. El gobierno federal contribuyó con 1.5 millones de dólares adicionales, pero después de una década de trabajo, los planes para convertir la casa en un centro cultural afroamericano fueron congelados por el Concejo Municipal de la ciudad, que se negó a asignar más dinero para el proyecto.

## Construcción
La mansión es un edificio de estilo victoriano tardío de tres pisos con una torre circular de cinco pisos. Un porche envolvente, un techo inclinado, una fachada asimétrica y una entrada frontal arqueada son características del estilo Reina Ana. El edificio es una estructura de marco de globo con una fachada de ladrillo. El interior consta de paredes de listón y yeso con revestimiento de papel pintado y moldura de madera. El piso está hecho de madera dura en patrones. Las ventanas con frontón son una influencia italiana aquí.

## Conversión a viviendas artesanales y espacios de trabajo
A fines de 2020, la ciudad y la compañía Makerhoods comenzaron la remodelación de la mansión en espacios de vivienda y trabajo para "fabricantes" locales experimentados en las industrias de alimentos, belleza, artesanía y otras industrias artesanales a pequeña escala.

## Galería

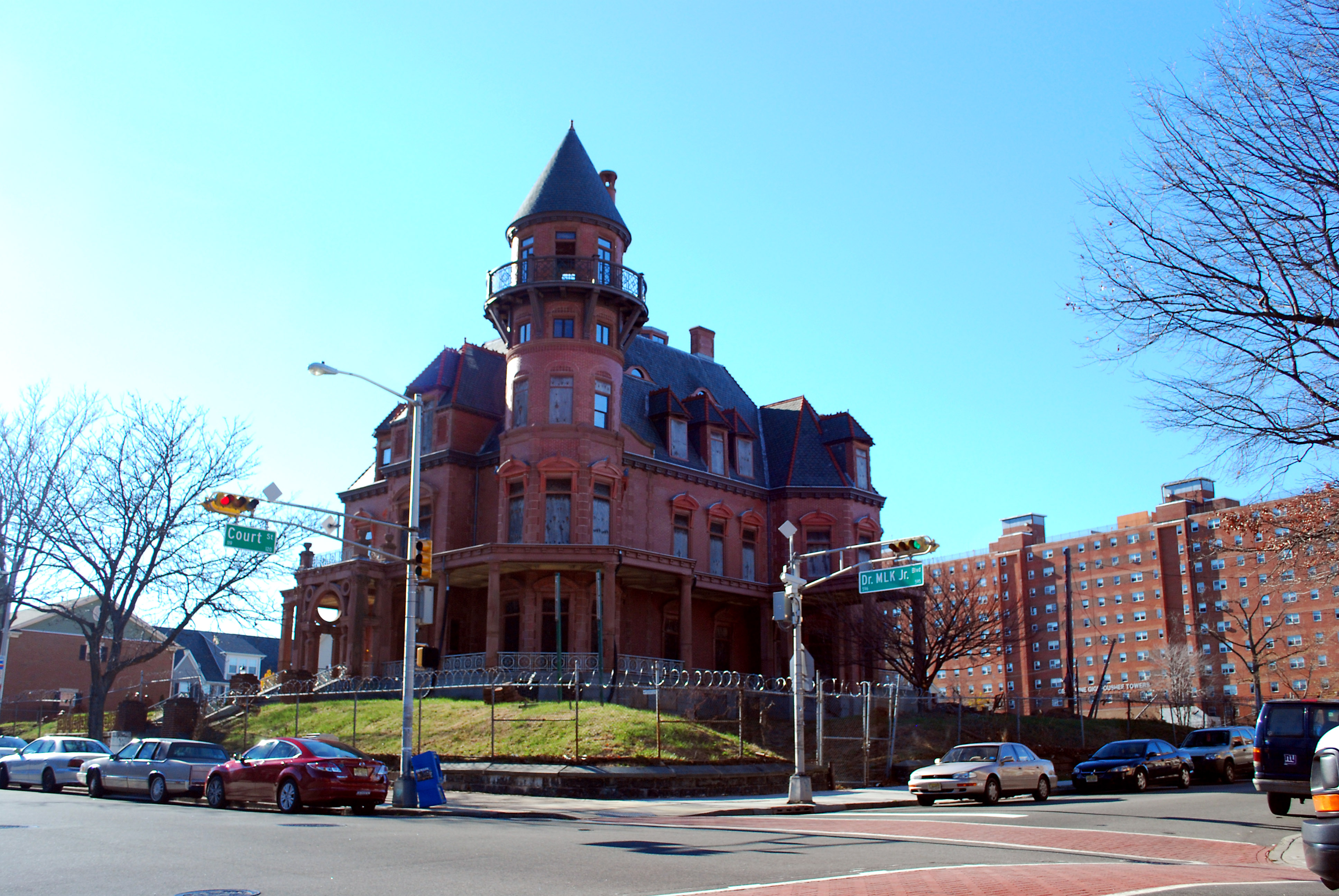
Esquina de Court Street y Dr. MLK Jr. Boulevard.
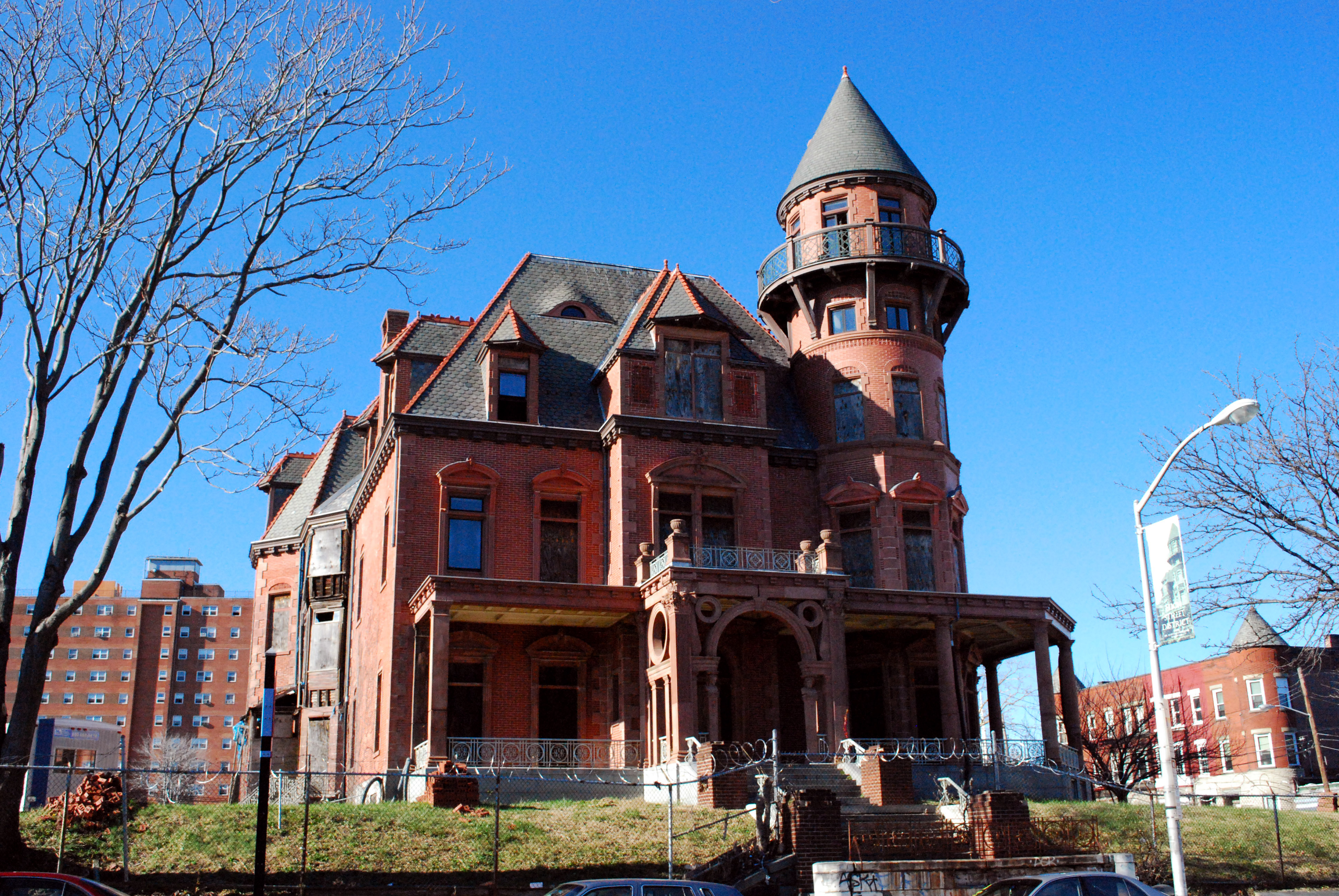
Lado del Dr. MLK Jr. Boulevard.
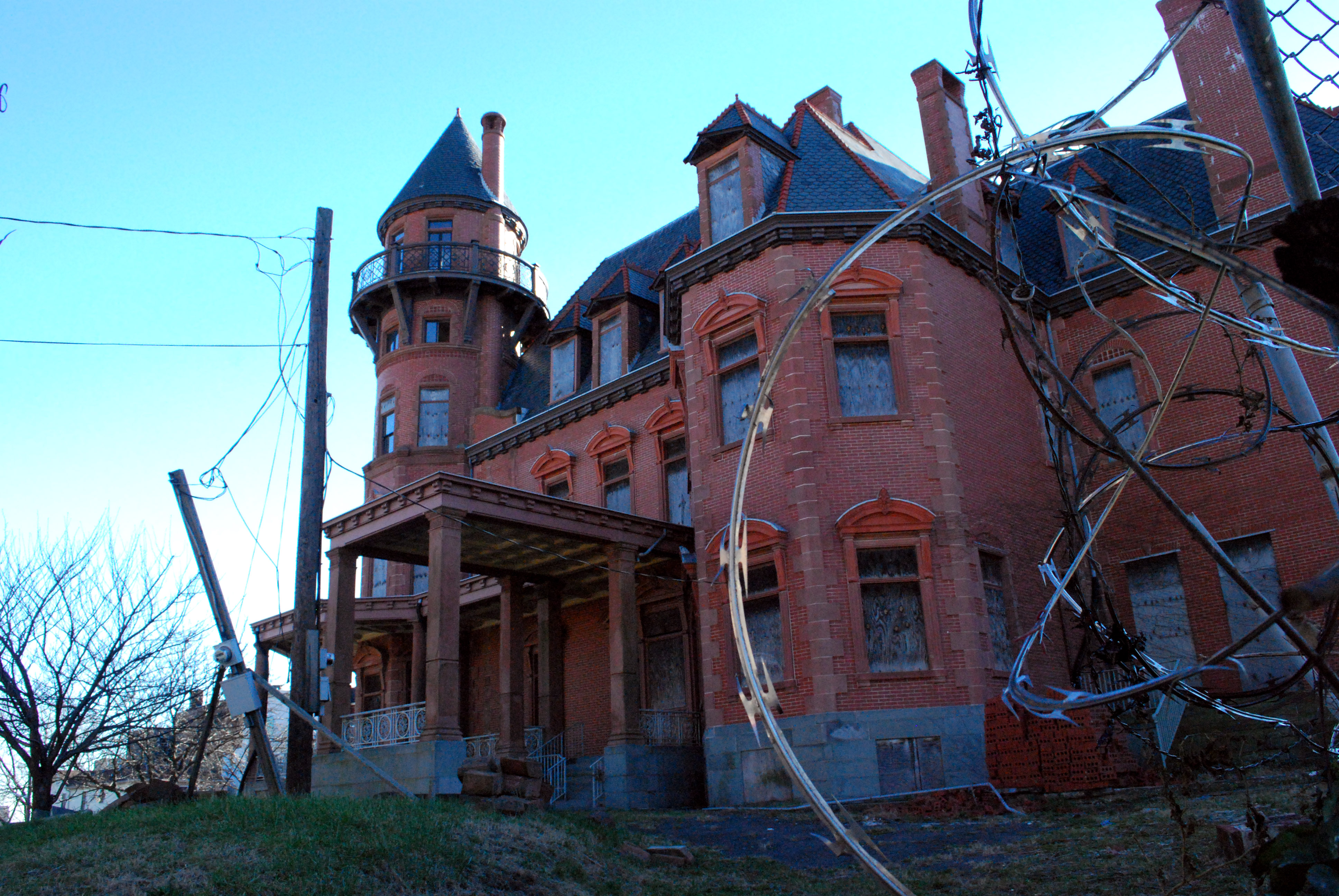
Lado calle Corte.
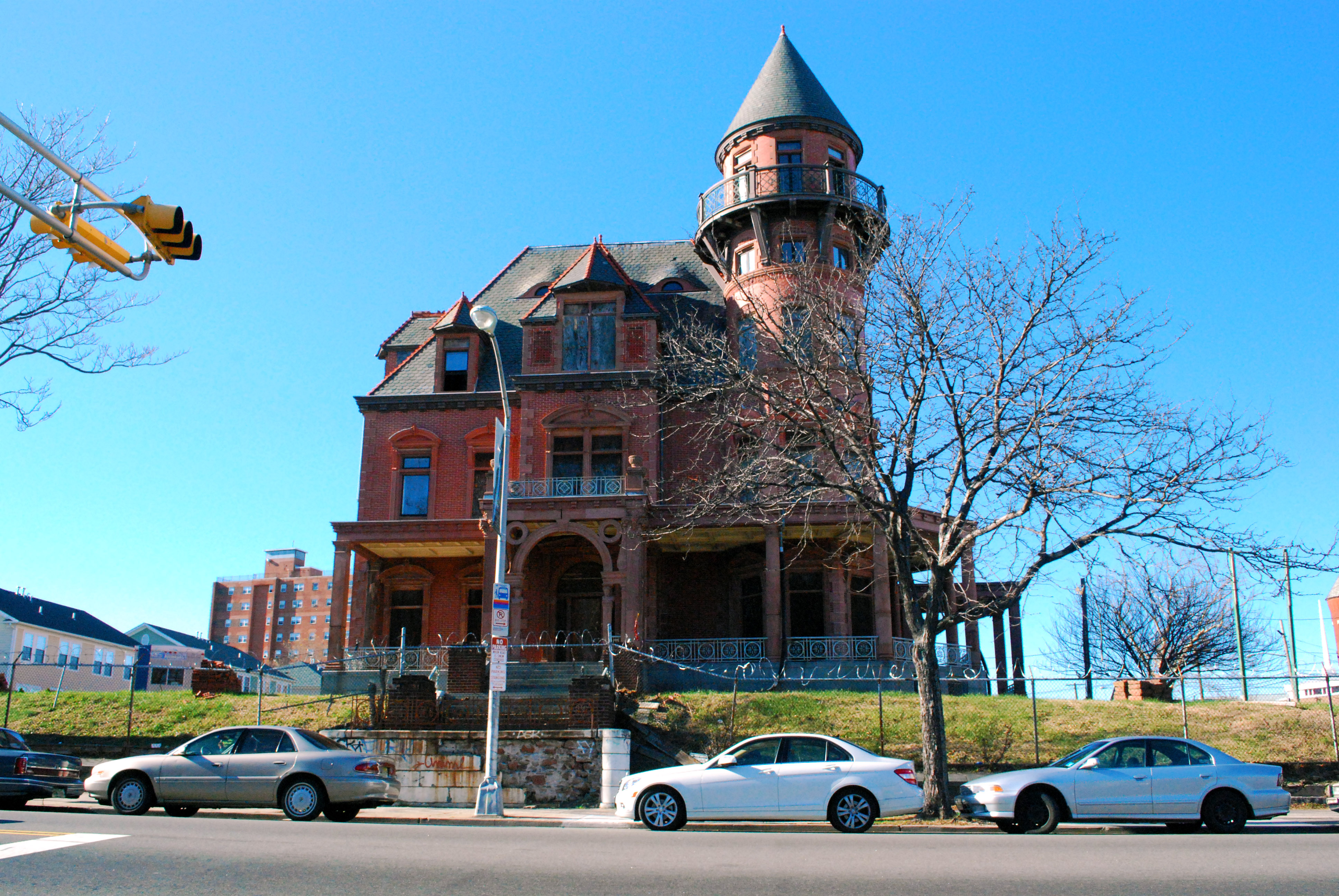
Fachada Frontal lado Dr. MLK Jr. Boulevard.
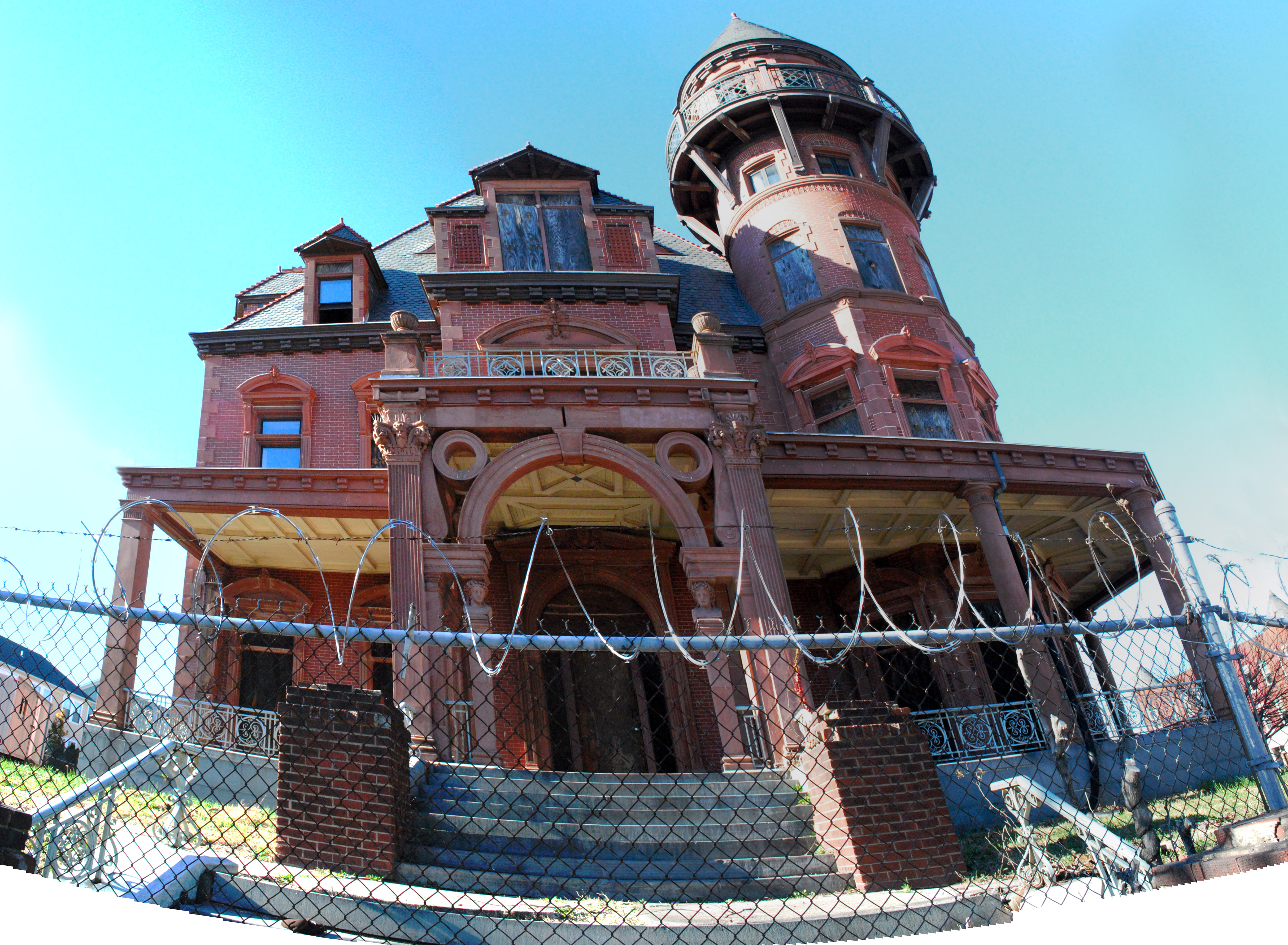
Porche delantero

## En la cultura popular
- El diseño de la mansión aparece en la serie animada The Venture Bros., como la Mansión Fitzcarraldo.